# Вуковарско-сремска жупания
Вуковарско-сремска жупания е най-източната жупания в Република Хърватско.

## География
Вуковарско-сремската жупания е разположена в Югоизточна Славония и Западен Срем. Граничи с Осиешко-баранска жупания на север, Бродско-посавска жупания на запад, с Босна и Херцеговина на юг, и със Сърбия на изток. Заема площ от 2448 км².

## Административно деление
Вуковарско-сремската жупания се състои от 26 общини и 4 града

### Градове
- Вуковар 31 670 (главен град),
- Винковци 35 912
- Жупаня 16 383
- Илок 8351

### Общини
- 1.Трпиня
- 2.Борово
- 3.Тординци
- 4.Маркушица
- 5.Ярмина
- 6.Иванково
- 7.Воджинци

## Население
Според преброяването в Хърватско през 2001 във Вуковарско-сремска жупания живеят представителите на следните народности:
- хървати 160 277 (78,3%)
- сърби 31 664 (15,5%)
- унгарци 2047 (1%)
- русини 1796 (0,9%)
- словаци 1338 (0,65%)
- други 7646 (3,65%)

## Климат
Вуковарско-сремска жупания има умерено континентален климат. Летата са слънчеви и горещи, а зимите са хладни.
Средната годишна температура варира около 11°C с максимална температура от +29,9 °C и средна минимална от -12,2 °C.